# Suske und Wiske

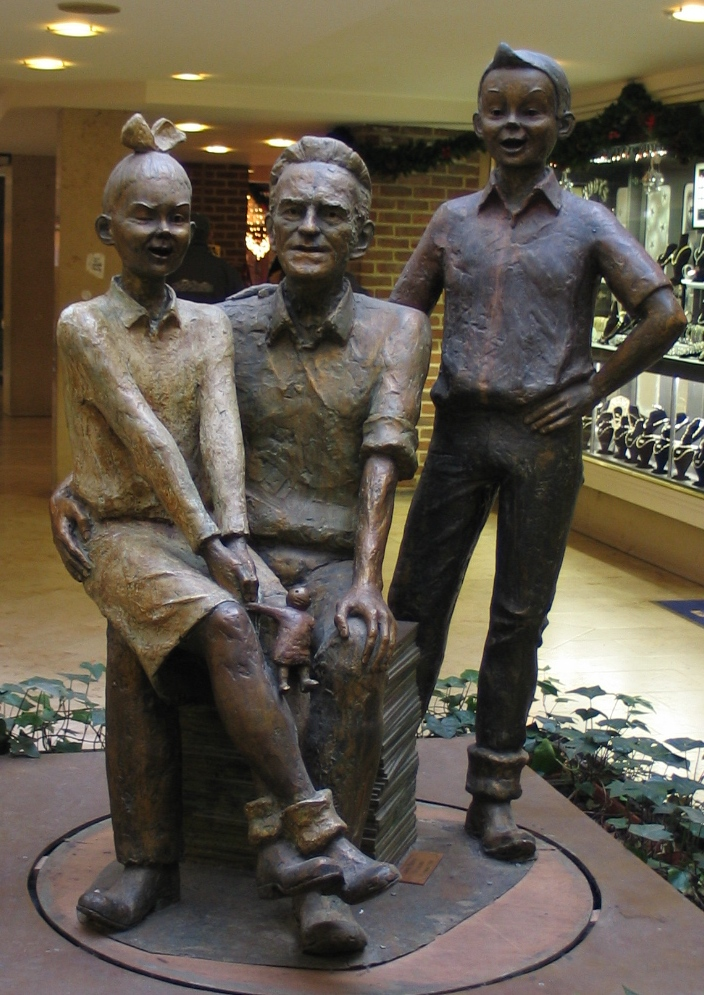
Skulptur von Willy Vandersteen mit Suske und Wiske in Hasselt

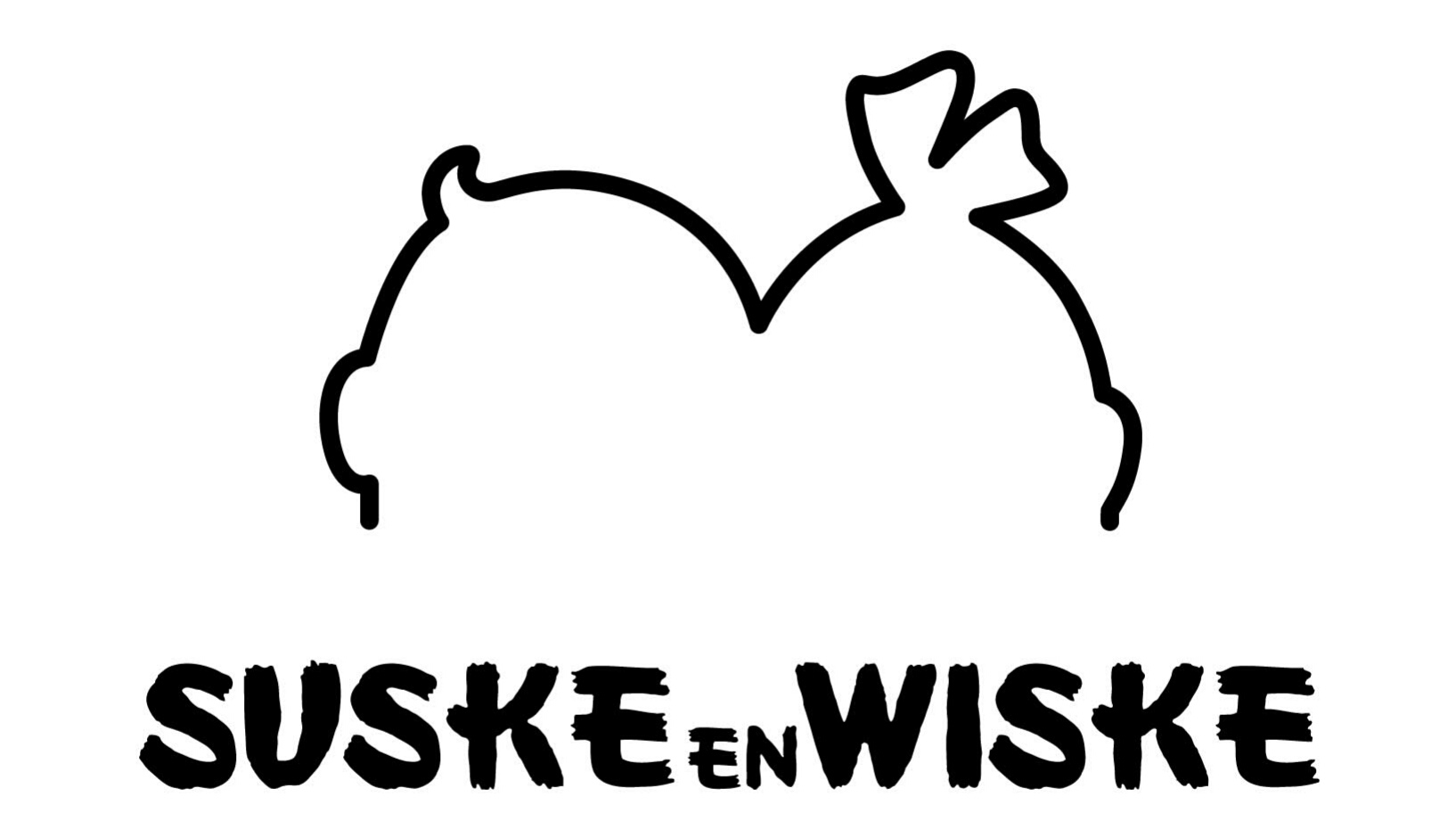
Logo (Flämische Originalausgabe 1985)

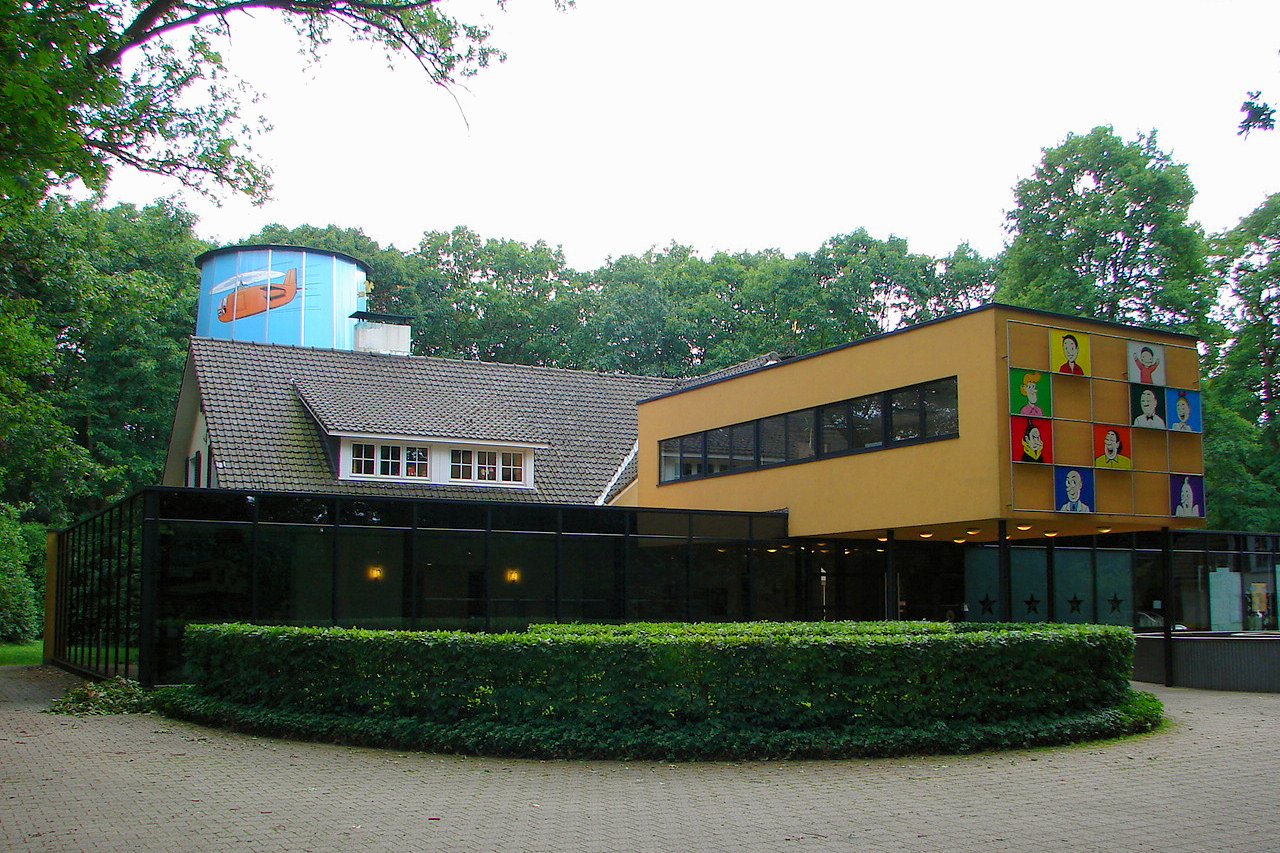
Suske-und-Wiske-Museum im Kalmthout

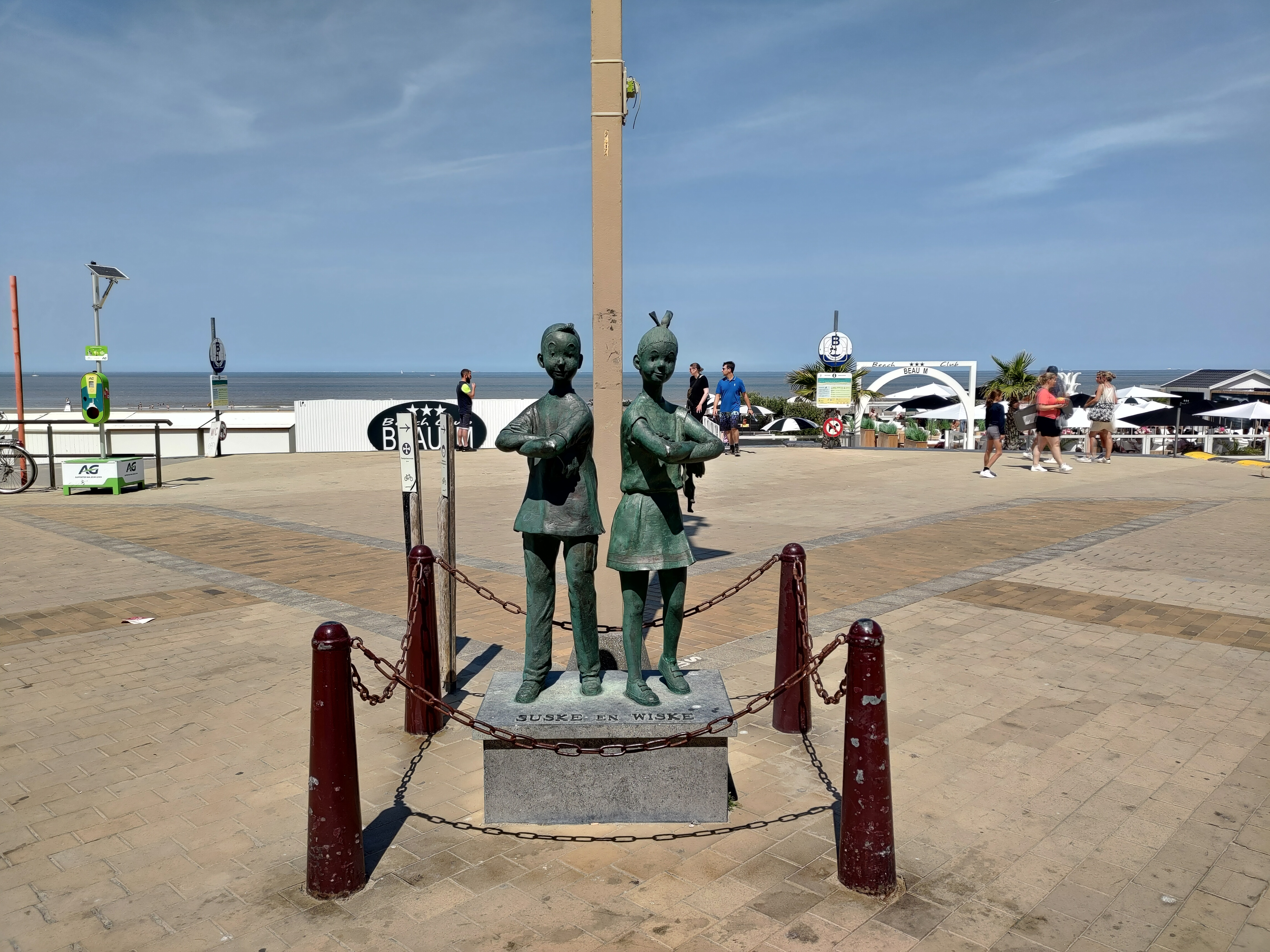
Statue von Suske en Wiske an der Strandpromenade von Middelkerke in Belgien

Suske und Wiske (Suske en Wiske) ist eine belgische Comicserie. Der Junge Suske (flämische Kurzform von Franciskus) und das Mädchen Wiske (von Louise) bestehen Abenteuer mit oft phantastischen Elementen. Die Gesamtauflage wird auf 145 Millionen Exemplare geschätzt, was durch die Popularität im niederländischsprachigen Raum und vor allem auf die lange Existenz der Figuren zu erklären ist – die erste Geschichte erschien bereits 1945.
Der ursprüngliche Autor war der Flame Willy Vandersteen aus Kalmthout. Schon vor seinem Tod 1990 wurde die Serie jedoch von anderen Künstlern übernommen, von denen der bekannteste Paul Geerts (* 16. Mai 1937) sein dürfte. Seit 2005 wird die Serie von Peter Van Gucht (Szenario) und Luc Morjaeu (Zeichnungen) gestaltet. Seit 2013 gibt es eine modernisierte Version von Suske und Wiske, die unter dem Titel Amoras (6 Bände) erschienen ist. Eine Folgeserie wurde unter dem Titel De Kronieken van Amoras veröffentlicht. Diese bringt es bisher auf 14 Bände. Für beide Reihen zeichnen Marc Legendre (Text) und Charel Cambré (Zeichnungen) verantwortlich. Zwischen 2014 und 2016 ist außerdem das Spin-off J.ROM - Force of Gold (5 Bände) erschienen. Die Serie von Romano Molenaar (Zeichnungen) und Bruno De Roover (Text) hat den mit Superkräften ausgestatteten Jerome (Wastl) als Hauptcharakter.

## Figuren
Suske und Wiske leben bei Tante Sidonia, der leiblichen Tante von Wiske. Freunde der Familie sind der superstarke Jerom und Lambik, ein Detektiv. Sidonia ist in Lambik verliebt, er erwidert diese Liebe jedoch nicht. Eine weitere regelmäßig auftretende Figur ist Professor Barabas.

## Umgebung
Die Figuren wohnen in der Nähe von Antwerpen. Die Abenteuer finden auf verschiedenen Kontinenten und verschiedenen Epochen und Zeitaltern statt.

## Internationale Verbreitung
Die Bände sind in eine Reihe von Sprachen übersetzt worden, im Französischen heißen die Hauptfiguren Bob et Bobette. Obwohl die Serie in Belgien und den Niederlanden äußerst populär ist, kennt man sie in anderen Ländern kaum.
In Deutschland erschienen vier Suske-und-Wiske-Albenreihen bei den Verlagen Rädler (1972–1973, 14 Bände), Feest (1991–1993, 3 Bände), PSW (1998–2001, 8 Bände) und aktuell, ab 2010 bei Salleck Publications. Zudem erschienen weitere Geschichten in den Zeitschriften Dalla (1953, als Ulla und Peter), Horrido (1956), Felix (1962–1964, als Ulla und Peter) und floh! (1988–1991, als Willi und Wanda). Unter dem Namen Frida und Freddie erschien zudem 1983 eine Werbeausgabe. Eine Zeichentrickserie lief unter dem Titel Bob und Bobette ab 1992 auf Tele 5.
Trotz dieser Anläufe haben sich Suske und Wiske in Deutschland bislang nicht etablieren können. Jedoch war die Nebenserie Jerom unter dem Namen Wastl recht bekannt und erschien von 1965 bis 1984 in verschiedenen Reihen bei Bastei. Die modernisierte Variante, die seit 2013 unter dem Titel Amoras in Belgien erscheint, wird seit Sommer 2021 im Comic-Magazin ZACK veröffentlicht. Die Folgeserie De Kronieken van Amoras wird zusammen mit J.ROM - Force of Gold im Albenformat in der ZACK Edition seit 2024 veröffentlicht.